# الاعتراف القانوني بالعلاقات المثلية في أوقيانوسيا
دارت نقاشات في جميع أنحاء أوقيانوسيا حول مقترحات لتقنين زواج المثليين، وكذلك تقنين الاتحادات المدنية.
في الوقت الحالي، تعترف دولتان وثمانية أقاليم في أوقيانوسيا بشكل من أشكال الاعتراف القانوني بالعلاقات المثلية. تسمح بلدان اثنان من جميع بلدان القارة وهما أستراليا ونيوزيلندا، وسبعة أقاليم، وهي بولينيزيا الفرنسية، وغوام، وهاواي، وكاليدونيا الجديدة، وجزر ماريانا الشمالية، وجزر بيتكيرن وواليس وفوتونا للشركاء المثليين بالزواج من الناحية القانونية. كما تعترف جزيرة القيامة بالاتحادات المدنية كونها أراضي تابعة لدولة تشيلي.

## الوضع الحالي

### المستوى الوطني
| الحالة القانونية                                           | البلد     | منذ       | التعداد السكاني (آخر تعداد سكاني)                |
| ---------------------------------------------------------- | --------- | --------- | ------------------------------------------------ |
| الزواج (بلدان اثنان)                                       | نيوزيلندا | 2013      | 4,840,750                                        |
| الزواج (بلدان اثنان)                                       | أستراليا  | 2017      | 24,754,000                                       |
| المجموع                                                    | —         | —         | 25,749,765 (77.5% من تعداد سكان قارة أوقيانوسيا) |
| لا اعتراف (11 دولة) * العلاقات الجنسية المثلية غير قانونية |           |           |                                                  |
| ولايات ميكرونيسيا المتحدة                                  | —         | 135,869   |                                                  |
| فيجي                                                       | —         | 856,346   |                                                  |
| كيريباتي *                                                 | —         | 96,335    |                                                  |
| جزر مارشال                                                 | —         | 73,630    |                                                  |
| ناورو                                                      | —         | 12,329    |                                                  |
| بابوا غينيا الجديدة *                                      | —         | 5,172,033 |                                                  |
| ساموا *                                                    | —         | 179,000   |                                                  |
| تونغا *                                                    | —         | 106,137   |                                                  |
| جزر سليمان *                                               | —         | 494,786   |                                                  |
| توفالو *                                                   | —         | 11,146    |                                                  |
| فانواتو                                                    | —         | 240,000   |                                                  |
| العدد الإجمالي الفرعي                                      | —         | —         | 7,377,611 (22.4% من تعداد سكان قارة أوقيانوسيا)  |
| حظر دستوري على زواج المثليين (دولة واحدة)                  | بالاو     | 2008      | 19,409                                           |
| العدد الاجمالي الفرعي                                      | —         | —         | 19,409 < br>(0.1٪ من تعداد سكان قارة أوقيانوسيا) |
| العدد الإجمالي                                             | —         | —         | 7,397,020 (22.5% من تعداد سكان قارة أوقيانوسيا)  |

### الأقاليم في المستوى دون الوطني
| الحالة القانونية | الدولة                                                     | الولاية القضائية (الإقليم)    | منذ  |
| --- | ---------------------------------------------------------- | ----------------------------- | ---- |
| زواج المثليين (7 ولايات قضائية (أقاليم)) |                                                            |                               |      |
| فرنسا | - بولينزيا الفرنسية - كاليدونيا الجديدة - واليس وفوتونا    | 2013                          |      |
| المملكة المتحدة | - جزر بيكتيرن                                              | 2015                          |      |
| الولايات المتحدة | - هاواي (2013) - غوام (2015) - جزر ماريانا الشمالية (2015) | تختلف                         |      |
| شكل آخر من أشكال الاعتراف القانوني بالعلاقات المثلية † بلد تحت سلطة حكم محكمة الدول الأمريكية لحقوق الإنسان حول زواج المثليين (ولاية قضائية واحدة (أقليم واحد)) | تشيلي †                                                    | - جزيرة القيامة               | 2015 |
| اعتراف فيدرالي محدود فقط (ولاية قضائية واحدة (أقليم واحد)) | الولايات المتحدة                                           | - ساموا الأمريكية             | —    |
| لا اعتراف (3 ولايات قضائية (أقاليم)) * العلاقات الجنسية المثلية غير قانونية                                                                                     | نيوزيلندا                                                  | - جزر كوك * - نييوي - توكيلاو | —    |

## الرأي العام
| الدولة    | مؤسسة استطلاع الرأي     | السنة | مع  | ضد  | محايد | هامش الخطأ | المصدر |
| --------- | ----------------------- | ----- | --- | --- | ----- | ---------- | ------ |
| أستراليا  | إيسانشل                 | 2018  | 65% | 26% | 9%    | —          | [ 14 ] |
| نيوزيلندا | وان نيوز كولمار برينتون | 2012  | 63% | 31% | 5%    | —          | [ 15 ] |

| الإقليم | مؤسسة استطلاع الرأي | السنة | مع  | ضد  | محايد | هامش الخطأ | المصدر |
| ------- | ------------------- | ----- | --- | --- | ----- | ---------- | ------ |
| غوام    | جامعة غوام          | 2015  | 55% | 29% | 16%   | —          | [ 17 ] |